# Гай Юлій Пріск
Гай Ю́лій Пріск (лат. Gaius Julius Priscus) — римський військовий та політичний діяч. Префект преторія в 243–246 роках. Брат імператора Філіппа I Араба та дядько імператора Філіппа ІІ.

## Життєпис
Гай Юлій Пріск народився у римській провінції Сирія, можливо у Дамаску. Він був сином Юлія Маріна, римського громадянина. Ім'я його матері невідоме, але відомо, що його братом був Марк Юлій Філіпп, майбутній імператор Філіпп I Араб. Найімовірніше, Пріск був старшим братом Філіппа, так як політична кар'єра останнього сталася завдяки впливу Пріска.
Відповідно до знайдених написів, Пріск був префектом провінції Месопотамія, прокуратором провінції Македонія, заступником префекта Єгипту та займався судовими справами в Александрії. Приблизно в 242 році Пріск став членом преторіанської гвардії, як раз під час перської кампанії імператора Гордіана III.
Після смерті впливового префекта преторія Гая Фурія Тімесіфея у 243 році, Пріск зайняв його місце та вмовив Гордіана III зробити другим префектом свого брата Філіппа. Наступного року брати були регентами Гордіана. Після смерті Гордіана III під час кампанії за нез'ясованими обставинами, новим імператором був одразу проголошений саме Філіпп. Багато античних джерел стверджують, що обидва брати були причетні до вбивства Гордіана.
Задля затвердження своєї влади Сенатом, Філіпп одразу вирушив до Риму. Пріск, зі свого боку, отримав титул rector Orientis та був призначений очільником східних провінцій. Його правління було тяжким для населення. Згідно з політикою свого брата, Пріск стягував з населення дуже великі податки, що призвело до повстання Йотапіана. Нічого не відомо про його подальшу долю; ймовірно, він загинув під час повстання. Пріск мав дружину, Тріфоніану, та сина, який рано помер. Припускають, що він був родичем узурпатора Тіта Юлія Пріска.